# Грузенька
Гру́зенька — річка в Україні, в межах Більмацького району Запорізької області. Ліва притока Грузької (басейн Азовського моря). 

## Опис
Довжина 14,5 км, площа басейну 47 км². Долина вузька і порівняно глибока, місцями зі стрімкими схилами, порізаними балками і ярами. Річище слабозвивисте (у пониззі більш звивисте), у верхів'ї пересихає. 

## Розташування
Грузенька бере початок на південь від села Тернового. Тече в межах Приазовської височини переважно на південь, у пригирловій частині — на південний захід. Впадає до Грузької в межах села Білоцерківки. 